# Giungla (Lele)
Giungla è un singolo del cantautore italiano Lele, pubblicato il 15 giugno 2018 come primo estratto dal secondo album in studio Black Love Parthenope.

## Descrizione
Lele dedica questa canzone alla sua città natale, Napoli, dicendo:

## Video musicale
Il video musicale, diretto da Federico Merlo, è stato pubblicato il 20 giugno 2018 attraverso il canale YouTube del cantautore.